# Arbedói csata
Az arbedói csatát 1422. június 30-án vívta az Ósvájci Konföderáció és a Milánói Hercegség.

## Előzmény
A Milánói Hercegség és a svájciak hosszú ideje vetélkedtek az Alpokon átvezető kereskedelmi útvonalak ellenőrzéséért. A milánóiak 1422 márciusában, Angelo della Pergola zsoldoskapitány vezetésével, meglepetésszerűen elfoglalták Bellinzonát, amely a Szent Gotthárd-hágóhoz vezető utat uralta. A területet Uri és Obwalden kantonok ellenőrizték addig. A két kanton megpróbálta rávenni az államszövetség többi résztvevőjét egy közös katonai akcióra, de csak Luzern és Zug küldött katonákat.

## Az ütközet
Június 24-én a svájci csapatok átkeltek a Szent Gotthárd-hágón. Június 30-án a 3-4 ezer gyalogosból álló sereg Aberdótól öt kilométerre északra táborozott. A katonák többsége alabárdos volt, kiegészítve néhány száz lándzsással és számszeríjásszal, amikor megérkezett Angelo della Pergola és Francesco Bussone milánói főkapitány hatezer nehézlovasa és háromezer gyalogosa.
A svájciak felvették a hagyományos négyzet alakzatot, és a nehézlovasság több támadását is visszaverték, súlyos veszteségeket okozva a milánóiaknak. Bussone leparancsolta embereit a lovakról, akik ezután gyalogosan támadtak a svájciakra. A svájci szárnyakat a gyalogság rohamozta meg. Mivel a milánói nehézlovasság dárdái hosszabbak voltak az alabárdoknál, a svájciak megpróbáltak visszavonulni Arbedo és a Ticino-folyó felé. Mivel a folyó elérése lehetetlennek tűnt, Ulrich Walter, a legnagyobb egység, a luzerniek parancsnoka megpróbált tárgyalni a megadás feltételeiről, de Bussone elutasította.
A csata további nyolc órán át folytatódott, amikor megjelent hatszáz – takarmányt rekviráló – katona a helyszínen, akit a milánóiak a svájci erősítés előhadának gondoltak. A milánói csapatok átrendeződését kihasználva a svájciak kitörtek a gyűrűből, átkeltek a Ticinón, és elindultak a hágó felé. A svájciak nagyjából ötszáz katonát vesztettek, és a trén is az ellenség kezébe került. A milánói halottak száma ezer körül volt. Bellinzonát a következő nyolcvan évben a milánóiak ellenőrizték. A svájciak levonták a tanulságát az ütközetnek, és az alabárdok helyett hosszabb lándzsákkal szerelték fel gyalogosaikat.